# Sanna (přítok Visly)
Sanna je řeka v Polsku, pravostranný přítok Visly s délkou 51,3 km a povodím o rozloze 606,8 km². Protéká Lublinským a Podkarpatským vojvodstvím.

## Průběh toku
Řeka vychází ze dvou zdrojnic v nadmořské výšce 225 m v obci Wierchowiska Drugie, které od sebe dělí pouhých 200 m. Tato oblast se nachází v meziregionu Urzendowských kopců v jihozápadní části Lublinské vrchoviny. Sanna protéká údolím širokým 150 až 500 m a dlouhým asi 17 km. Povodí této oblasti je tvořeno slíny a vápenci pokrytými spraší. Horní tok Sanny patří mezi nejkrásnější krajinářská území v Lublinské vrchovině. Podél horního a středního toku je mnoho chovných rybníků. V Zaklikóvě, v nadmořské výšce 175 m (20 km od Sanny), vzniklo jezero pro rekreační účely a také tam byla (v roce 1929) postavena vodní elektrárna, znovuuvedená do provozu v roce 2011.
Ve středním toku se údolí rozšiřuje a řeka teče podél severního konce Biłgorajské nížiny, která je součástí široké Sandomierzské pánve. V této části protéká oblastí pokrytou písky a jíly postglaciálního původu. Sanna ústí do Visly v jejím 296. km v nadmořské výšce 135 m.

## Přítoky
Významnějšími přítoky jsou:
- Lutynka
- Stanianka
- Karasiówka
- Tuczyn

Mimo to se do Sanny vlévají další bezejmenné přítoky. Na území gminy Modliborzyce jsou v podstatě tři. Na území obce Wolica Druga, v nadmořské výšce 218 m pramení bystřina, která v délce 1,4 km protéká rovnoběžně s pravým svahem údolí něž ústí do Sanny. Ve Wolicy Pierwszé, v nadmořské výšce 217 m pod levýnm svahem údolí, pramení potok, jehož délka je asi 2 km než ústí do Sanny. Posledním je potok v délce 0,6 km vytékající z bažinatého údolí mezi Modliborzycemi a Kolonią Zamek. Ústí do Sanny poblíž severního okraje Modliborzyc.
Významné obce kolem Sanny:
- Modliborzyce
- Potoczek
- Zaklików
- Borów
- Kosin
- Opoka Duża